# Dorit Kreysler
Dorit Kreysler (n. 15 decembrie 1909, Mödling, Austria Inferioară, Austro-Ungaria – d. 16 decembrie 1999, Graz, Austria) a fost o actriță de film austriacă.

## Filmografie (selecție)
- Woman Made to Measure  (1940)
- My Daughter Lives in Vienna (1940)
- Vienna Blood (1942)
- The Master Detective (1944)
- Die Fledermaus (1946)
- Artists' Blood (1949)
- Twelve Hearts for Charly (1949)
- Sensation in San Remo (1951)
- I Lost My Heart in Heidelberg (1952)
- The Chaste Libertine (1952)